# Dicranomyia harrisi
Dicranomyia harrisi är en tvåvingeart som beskrevs av Alexander 1923. Dicranomyia harrisi ingår i släktet Dicranomyia och familjen småharkrankar. Inga underarter finns listade i Catalogue of Life.